# Кучеровський Володимир Володимирович
Володи́мир Володи́мирович Кучеро́вський (1 листопада 1928, Новокостянтинівка, Новобузький район, Миколаївська область — 23 вересня 1991, Миколаїв) — український хормейстер, диригент, композитор, педагог.

## Життєпис
Народився 1 листопада 1928 року в селі Новокостянтинівка сучасного Новобузького району Миколаївської області.
Закінчив школу в селі Ковалівка Миколаївського району.
У Київському музичному училищі здобув музичну освіту з музично-теоретичних та хорових дисциплін (педагог Іван Якович Ситко).
Протягом 1948—1950 років проходив строкову службу у лавах Радянської Армії.
З 1950 року працював художнім керівником цілого ряду хорових колективів Широколанівського районного будинку культури.
В 1959—1966 роках очолював Вознесенську дитячу музичну школу, керував міською хоровою капелою.
У 1970 році закінчив Одеську консерваторію ім. А. Нежданової, клас диригування (педагог Н. Астаф'єва).
Протягом 1966—1989 років був директором Миколаївського музичного училища.
Від 1972 року — керівник хорової капели «Сонячний струм», Миколаївське обласне відділення Музичного товариства України. Разом з колективом брав участь у І та II Всеукраїнських фестивалях художньої творчості; був нагороджений дипломом й золотою медаллю. 1973 року хору надано звання «народний».
Здійснював концертну діяльність у багатьох містах СРСР та за кордоном — Дебрецен, Київ, Одеса, Рига, Херсон та інших; виконувалися твори української та світової класики — твори Миколи Лисенка, Миколи Леонтовича, Бориса Лятошинського, Вольфганга Амадея Моцарта, Джузеппе Верді, Георгія Свиридова та інших.
Займав активну громадську позицію, протягом багатьох років був головою правління Миколаївського відділення музичного товариства.
1989 року вийшов на пенсію, продовжив працювати викладачем у музичному училищі.
Помер 23 вересня 1991 року у Миколаєві.

## Науково-педагогічна та творча діяльність
Є автором понад 20 рецензій і статей, низки методичних праць, серед них:
- «Питання інтонування, комплексного навчання та виховання хорового диригента»,
- «Вокально-хорові вправи для дитячого хору»,
- «Форми та методи роботи з хором»,
- «Педагогічний такт диригента»,
- «Мова та етикет».

Написав музичні твори:
- хорова поема «Прометей» (на слова Джона Байрона),
- мініатюра «Плавай, плавай, лебедонько» (на слова Тараса Григоровича Шевченка),
  - близько 20 обробок українських народних пісень, з них
- «Ой у полі три тополі»
- «Реве та стогне Дніпр широкий»
- оригінальні пісні,
  - аранжування творів інших композиторів, зокрема
- «Синє золото» Ігоря Шамо, «Балада про солдата» Василя Соловйова-Сєдого.

## Нагороди
- Орден Дружби народів (1981 р.)
- Почесна Грамота Президії Верховної Ради Української РСР.
- Почесне звання «Заслужений працівник культури УРСР» (1986 р.).